# Hungerberg (Wien)
Der Hungerberg ist ein 242 Meter hoher Berg im 19. Wiener Gemeindebezirk Döbling.

## Geographie
Der Hungerberg liegt im Döblinger Bezirksteil Grinzing. Im Norden wird der Hungerberg durch den Nesselbach begrenzt, im Osten schließt sich die Hohe Warte an. Der Berg liegt in einem nordöstlichen Ausläufer das Wienerwalds und bildet den Übergang der Ostalpen gegen das Wiener Becken. Er ist heute einer der verstädterten Stadthügel Wiens, die sich im Weichbild abzeichnen.

## Geologie
Der Hungerberg besteht aus Sanden und Tonen des Sarmatium und ist wie der im Süden von Wien gelegene Laaer Berg im obersten Bereich von eiszeitlichen Schottern der höchsten der sechs Flussterrassen bedeckt, die von der Donau treppenartig abgelagert wurden. Die Gliederung der Terrassen des Wiener Raums ist jedoch noch nicht vollständig geklärt, da das Wiener Becken (Einbruchsbecken) bis heute ein tektonisch aktiver Raum ist und deshalb Verstellungen durchaus möglich sind.

## Geschichte

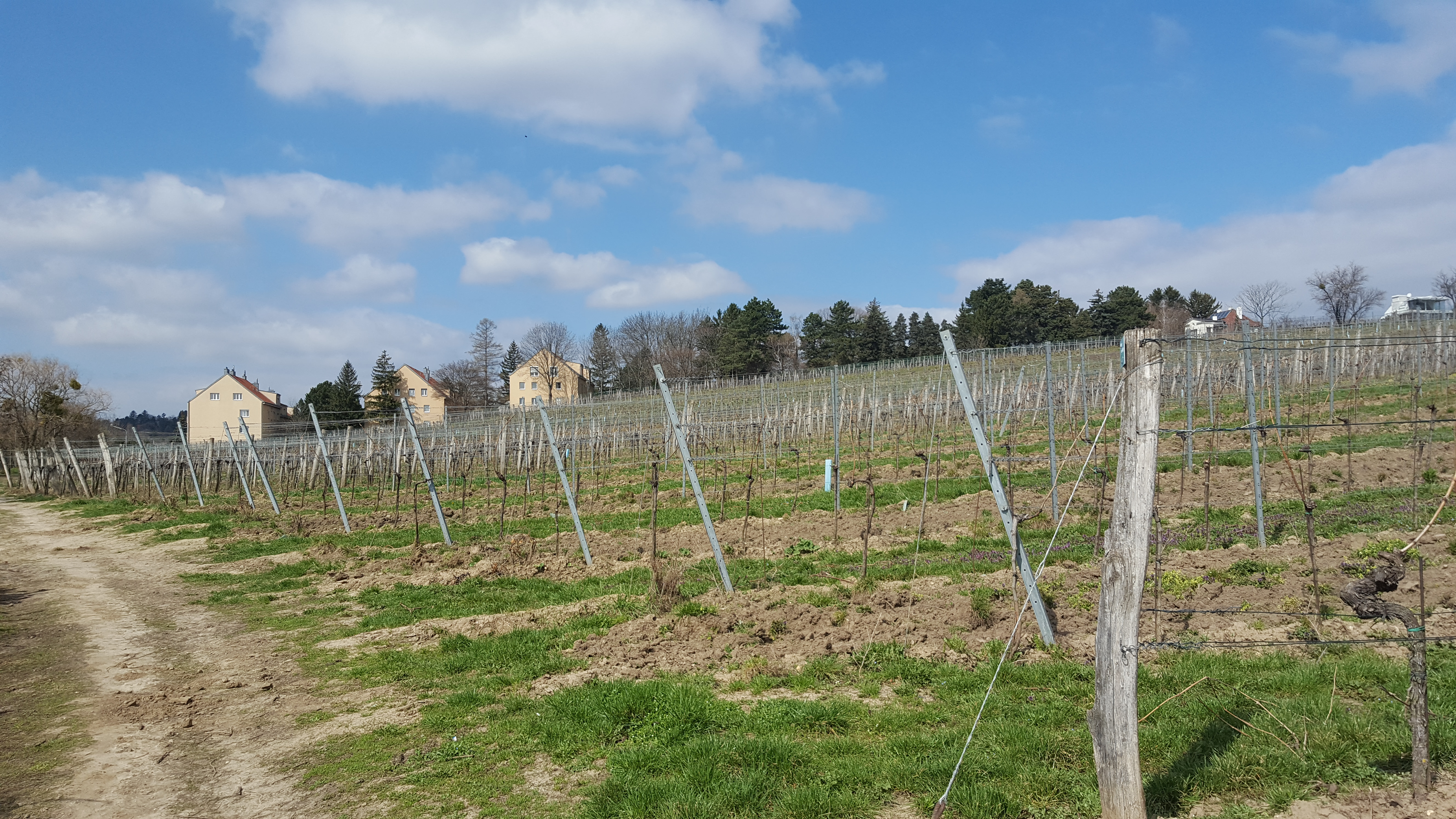
Riede Hungerberg

Der Hungerberg war bis zur Mitte des 19. Jahrhunderts von kalten Winden umströmt, sodass die hier angebauten Reben nur minderwertigen Wein erbrachten. Daher stammt der Name vom schwer bearbeitbaren Boden, der nur schlechten Ertrag brachte. Durch die zunehmende Verbauung des Gebietes änderte sich jedoch das Klima, und der Hungerberg ist heute als beste Lage für den Weinbau ausgewiesen. Deshalb wird heute an den südlichen und östlichen Abhängen Weinbau betrieben. Ringsum ist der Hungerberg allerdings stark verbaut, wobei sich am Westabhang der Julius-Deutsch-Hof und am Nordabhang der Anton-Proksch-Hof befinden.